# 115-119 Eighth Avenue (Brooklyn)
115-119 Eighth Avenue, también conocida como Adams House, es una casa histórica en Eighth Avenue y Carroll Street en Park Slope, en el borough de Brooklyn de Nueva York (Estados Unidos). Fue construida en 1888 como una casa doble y fue encargada por Thomas Adams Jr., quien inventó la máquina expendedora automática Adams Chiclets. Fue diseñado por el destacado arquitecto C. P. H. Gilbert en el estilo románico richardsoniano. Se considera uno de los mejores ejemplos de ese estilo existentes en Nueva York, además de "digno de H. H. Richardson ". La casa está construida con piedra arenisca, terracota y ladrillo sobre una base de piedra rojiza, y fue la primera casa del vecindario con ascensor. Ahora se ha convertido en apartamentos.
El edificio está ubicado dentro del Distrito Histórico de Park Slope, que fue designado por la Comisión de Preservación de Monumentos Históricos de la Ciudad de Nueva York en 1973.

## Historia
C. P. H. Gilbert, que había sido formado como empleado de H. H. Richardson, fue el arquitecto de la mayoría de las casas en Montgomery Place en Brooklyn, así como de muchas de las mansiones de la Quinta Avenida en Manhattan.
A principios del siglo XX, la familia de Thomas Adams se mudó a Riverside Drive en Manhattan, y su antigua casa en Park Slope fue ocupada durante muchos años por Alvin Edger Ivie, un pariente por matrimonio de FW Woolworth. Ivie trabajó para F. W. Woolworth Company y también fue directora del East Brooklyn Savings Bank.
Un cuento local que ha sobrevivido hace mucho tiempo dice que el edificio está embrujado: tenía uno de los primeros ascensores en una casa privada, y cuando Adams se fue, se dice que algunos de los sirvientes se quedaron atascados en el ascensor cuando se detuvo. Cuando Adams regresó, dice el rumor, los sirvientes estaban muertos.

## Arquitectura
En Adams Residence, Gilbert diseñó una torre de esquina, proyectando techos a dos aguas y buhardillas. Los tonos cálidos y ricos del edificio contrastan con la otra residencia richardsoniana excepcional de la zona, la mansión Hulbert en Prospect Park West, diseñada por Montrose Morris. El ladrillo, la arenisca y la terracota de color salmón del Adams Residence contrastan con la piedra caliza de tonos más fríos de la mansión Hulbert. En la propia casa Adams, la base de piedra rojiza rústica contrasta con la textura del ladrillo romano liso de arriba.
La fachada de la Octava Avenida de la casa doble, que está dominada por la torre de la esquina equilibrada por ventanas triples colocadas en una buhardilla a cuatro aguas, tiene un tramo curvo de dos pisos coronado por un parapeto de ladrillo y una entrada arqueada equilibrada por una ventana arqueada. Esta entrada fue utilizada por el hijo de Thomas Adams, John Dunbar Adams, que ocupaba este lado de la casa doble.
En el lado de la residencia de Carroll Street se encuentra la entrada principal de la casa, a la que se llega por un escalón bajo. El arco de entrada sirio tallado está sostenido por columnas enanas agrupadas. Sobre el arco hay una ventana triple, rodeada por el mismo patrón de bajorrelieve naturalista de hojas que adornan las columnas. Las ventanas descansan sobre columnas rematadas por capiteles de cestería. También descansan sobre columnas enanas los arcos que delimitan las ventanas del tercer piso. Bajo el frontón, cuyo pico está adornado con una talla más foliada, hay cuatro ventanas estrechas que dan luz al piso del ático. Todas las ventanas del primer piso tienen barras de piedra en el travesaño, y los travesaños están hechos de vitrales excepcionales.
Desde el lado de la calle Carroll se puede ver que la torre de la esquina es redonda en el primer piso, pero poligonal encima. Está rematado por un alto techo octogonal revestido de teja. Un balcón de ladrillo a cielo abierto se adjunta al lado este de la torre.